# Claude Vermette
 (octobre 2020).
Si vous disposez d'ouvrages ou d'articles de référence ou si vous connaissez des sites web de qualité traitant du thème abordé ici, merci de compléter l'article en donnant les références utiles à sa vérifiabilité et en les liant à la section « Notes et références ».
Pour les articles homonymes, voir Vermette.
Claude Vermette (1930-2006) est un céramiste et un peintre québécois. Artiste de réputation internationale, Claude Vermette s'est illustré dans l'art de la céramique, notamment la céramique architecturale. Son œuvre graphique et picturale témoigne d'un esprit novateur remarqué.

## Biographie
Comme céramiste ayant œuvré dans le domaine architectural, Claude Vermette est au Québec ainsi qu'au Canada un pionnier de cet art. L'éclatement des couleurs de ses céramiques, la chaleur de leurs tons et le jeu de leurs textures apportent une dimension humaine aux espaces architecturaux très souvent froids et en grisaille.
Dans ses peintures, autant que dans ses estampes et ses aquarelles, l'artiste poursuit la même démarche renouvelant et élargissant les possibilités de la couleur et de la lumière. De la chaleur des émaux de sa céramique à la chaleur de ses encres et de ses huiles, son œuvre forte d'une soixantaine d'années se présente comme un ensemble puissant et vibrant[réf. souhaitée].

### Études
Natif de Montréal, Claude Vermette est initié à la peinture et à la poterie par le Frère Jérôme c.s.c., professeur d'art au Collège Notre-Dame, en même temps qu'il fréquente le Collège Saint-Laurent, puis le Collège des Clercs de Saint-Viateur.
Au contact du Frère Jérôme, il rencontre le peintre Paul-Émile Borduas et se joint au groupe des Automatistes. En 1948, trop jeune selon Borduas pour apposer sa signature, il assiste néanmoins au lancement du manifeste du Refus global. Dessin, peinture et céramique constituent à cette époque-là ses principaux modes d'expression.

### Formation
Ses premières expositions en 1948, 1950 et 1952 lui valent d'être remarqué par la critique artistique qui fait l'éloge de son talent et laisse prévoir un avenir des plus prometteur. En 1952, son intérêt pour la céramique se précise lors d'un voyage d'études en Europe et surtout en Italie auprès de l'architecte Gio Ponti, acteur important de la renaissance du design italien moderne et fondateur de la revue Domus ainsi que du sculpteur-céramiste italien Fausto Melotti. Une autre rencontre déterminante est celle de l'architecte et designer finlandais, Alvar Aalto.
Dès lors, son champ d'action est celui de la céramique architecturale pour laquelle il crée de nouvelles formules de composition pour la terre glaise, une plus grande variété de modules pour les tuiles et les briques et de nouveaux émaux brevetés et appréciés pour leur qualité et leur durabilité. Ses tuiles et ses briques lui vaudront d'ailleurs en 1962 un premier prix en design industriel.

### Céramique architecturale

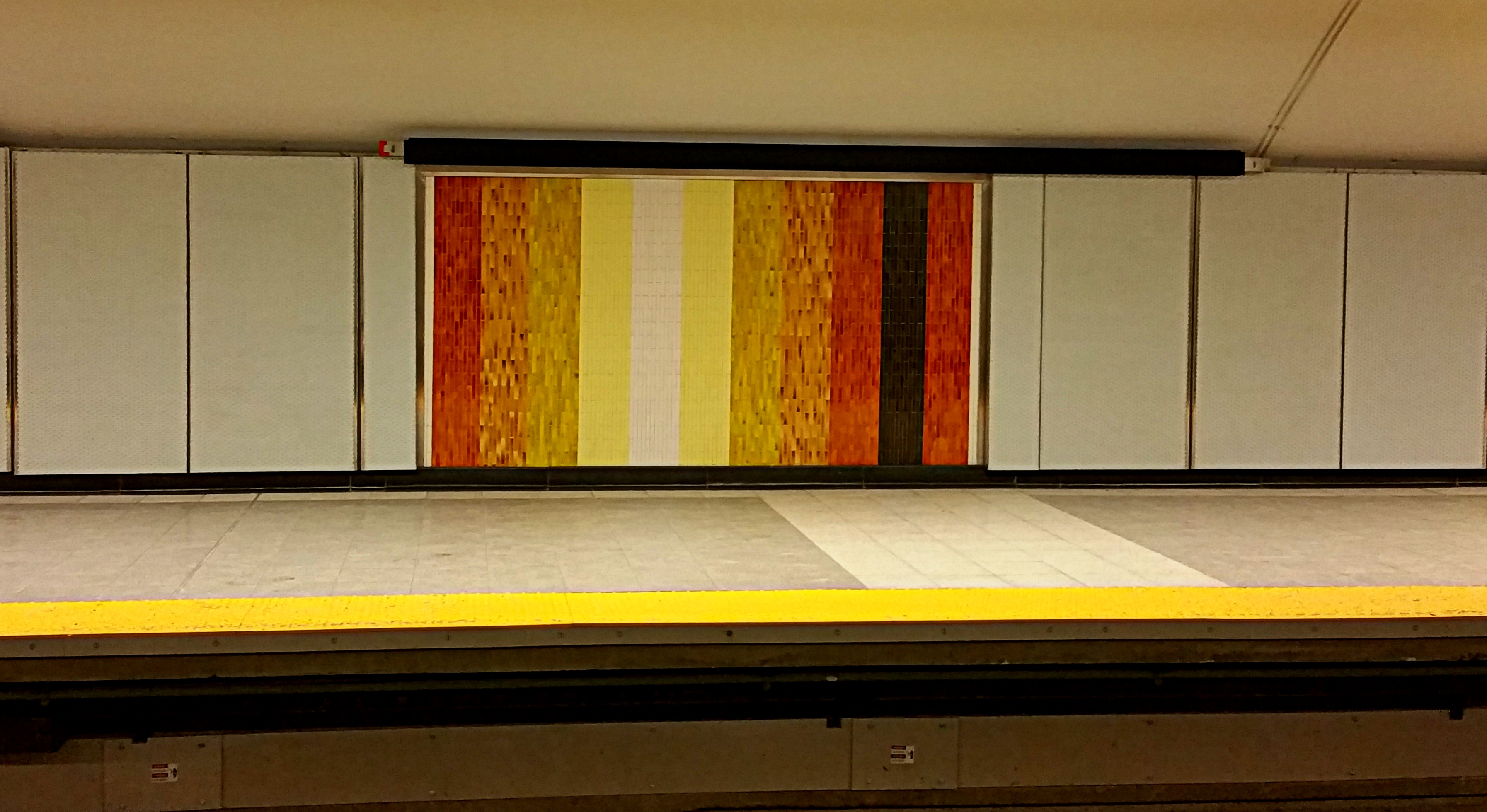
Murale de Claude Vermette, station Berri-UQAM.

En 1953, l'artiste de 23 ans réalise sa première grande œuvre en céramique : l'abside et le plafond de la nouvelle chapelle du Séminaire de Chicoutimi. S'ensuit une carrière d'une trentaine d'années qui se distingue par une étroite collaboration avec architectes, ingénieurs et artistes, notamment Jean-Paul Mousseau, et pendant laquelle il produit de grandes œuvres dans plus d'une centaine d'édifices publics, tels pavillons et bâtiments reliés à l'Exposition universelle de Montréal en 1967, à celle d'Osaka en 1970, aux Jeux olympiques d'été de 1976 célébrés à Montréal, ainsi que dans un grand nombre d'écoles (École secondaire Henri-Bourassa à Montréal-Nord avec l'architecte Émilien Bujold), d'églises, de palais de justice (dont Montréal et Percé), d'hôpitaux (dont Notre-Dame de Montréal, Marie-Enfant de Montréal, Amos), d'universités (Montréal, McGill, Laval, Sherbrooke), d'édifices gouvernementaux, d'aéroports (Pierre-Elliott-Trudeau, Mirabel), dans plus d'une douzaine de stations de métro de Montréal (dont Saint-Laurent, Peel, Berri-UQAM, Laurier), et d'autres édifices, dont ceux de la Banque nationale à Montréal, General Motors à New York, MacMillan Bloedel à Vancouver, Bell Canada à Toronto, Canadien National, Canadien Pacifique, Texaco et Québécor. Il réalise en outre nombre d'œuvres, tant foyers, parquets, revêtements muraux que murales, pour des maisons privées. Ses œuvres se retrouvent également dans les musées, notamment au Musée des beaux-arts de Montréal ainsi qu'au Musée national des beaux-arts du Québec.

### Gravure, aquarelle et peinture
Claude Vermette poursuit sans cesse ses recherches que ce soit dans la création de pièces en céramique de petites dimensions où il expérimente de nouvelles formes, émaux et textures, que dans la gravure, l'aquarelle, la sculpture et plus intensément dans la peinture. Vermette se démarque par une grande maîtrise de la gravure, jouant avec des reliefs de matière auxquels il associe des jeux de lumière : en témoignent ses estampes blanc sur blanc et son livre d'art Blanc-seing où il exploite le blanc sous ses multiples variations, celui-ci accompagné d'un texte du poète Eugène Cloutier. À ces estampes sont jointes des sculptures en bronze de petites dimensions. En 1965, il est nommé administrateur de la compagnie Hélio Gravure Inc. de Montréal, qui se spécialisait dans la reproduction photographique pour les éditeurs (Éditions de l'Homme, Gouvernement du Québec, etc.) et les magazines (Culture Vivante, Foto Canada, etc.).
L'artiste applique aussi ses expériences de jeux de textures, de reliefs et de lumière de ses estampes dans des œuvres en béton, réalisant ainsi pour l'édifice de la Caisse Desjardins Laurier à Ottawa une dizaine de bas-reliefs de béton blanc, de grandes et petites dimensions, jouant sur les textures, les épaisseurs et les reliefs imprimés au matériau.
Vermette s'intéresse aussi à l'aquarelle créant des œuvres de toutes dimensions dont une gigantesque murale de plus de 80 mètres de long orne la place Bell située au Trinity Square à Toronto. Un autre livre d'art voit le jour, Gestes de Liberté, en collaboration cette fois avec un économiste, André Raynauld. Art et science! Ce défi d'unir l'œuvre d'un peintre et celle d'un économiste se traduit par l'exécution d'un livre comprenant une aquarelle abstraite où dominent couleur et mouvement et une série de neuf articles sur le thème de la liberté. 

### Dernières années
Au cours des vingt dernières années de sa vie, Claude Vermette se consacre principalement à la peinture. Ses œuvres sont maintes fois exposées tant au pays qu'à l'étranger et font partie de collections privées, publiques, et de grandes corporations.
Au moment de sa mort, il venait tout juste de terminer cinq murales extérieures en aluminium émaillé pour le pavillon du Lac aux Castors du parc du Mont-Royal, rénové par la ville de Montréal et inauguré en janvier 2006. Afin de souligner l'excellence de cette réalisation, la ville s'est vu décerner le prix Orange 2006 par l'organisme Sauvons Montréal dans la catégorie Intervention au patrimoine. Ces murales en aluminium émaillé remplacent les premières murales exécutées par l'artiste en 1958 en céramique, victimes de démolition.
Il était l'époux de Mariette Rousseau-Vermette, peintre-lissier qui, par les qualités esthétique et technique de ses tapisseries et le nombre impressionnant d'œuvres monumentales, s'est acquise une réputation internationale. Le couple a eu deux fils.